# Lee Daehwi
Lee Dae-hwi (Hangul: 이대휘; sinh ngày 29 tháng 1 năm 2001) là một ca sĩ-nhạc sĩ-diễn viên Hàn Quốc kiêm người dẫn chương trình. Anh là một thành viên của AB6IX và được biết đến là cựu thí sinh Produce 101 mùa 2, chương trình mà anh xếp hạng 3 chung cuộc và trở thành thành viên của Wanna One.

## Cuộc sống đời thường và học tập
Daehwi sinh ra ở Seoul, Hàn Quốc. Anh đã sống ở Osaka, Nhật Bản trong 2 năm và Los Angeles, Hoa Kỳ trong 6 năm. Anh ấy khởi đầu sự nghiệp từ khi đậu buổi thử giọng của JYP Entertainment. Năm 2016, anh chuyển sang Brand New Music trong suốt thời gian đào tạo. Anh ấy đang theo học chuyên ngành Nghệ thuật Sân khấu tại Trường Trung học Biểu diễn Nghệ thuật Seoul.

## Sự nghiệp

### Trước khi ra mắt: Produce 101
Năm 2017, Daehwi tham gia Produce 101 mùa 2, chương trình sống còn của Mnet để tuyển chọn thành viên Wanna One. Anh xếp hạng 3 chung cuộc với 1,102,005 phiếu bầu.

### 2017-2019: Wanna One
Ngày 7 tháng 8 năm 2017, Daehwi ra mắt cùng Wanna One với album 1X1=1 (To Be One) với bài hát chủ đề "Energetic". Anh còn xuất hiện trên nhiều chương trình thực tế như Saturday Night Live Korea, Wednesday Food Talk, Amazing Saturday, Produce 48, Visiting Tutor và King of Masked Singer.
Daehwi và Ong Seong-wu là thành viên thuộc nhóm nhỏ The Heal của Wanna One. Họ hát bài "Sandglass" của nhóm nhỏ, bài được viết bởi Heize.
Năm 2018, Lee DaeHwi tham gia chương trình Mnet Produce 48 với tư cách là một trong những nhà sản xuất cho các bài hát Concept, có tựa đề "See You Again". Các bài hát sáng tác khác của anh ấy cho các đồng nghiệp cùng công ty bao gồm "Remember Me" của Kang Min-hee, "Wish You Love Me" và "Dawn", nằm trong album đầu tiên More Than Ever của MXM.

### 2019-nay: AB6IX
Vào tháng 1 năm 2019, Lee DaeHwi hợp tác với Park WooJin và phát hành một đĩa đơn có tên "Candle". Bài hát đạt vị trí thứ 60 trên Gaon Single Chart. Lee DaeHwi cũng tham gia nhóm nhạc nam AB6IX của Brand New Music, ra mắt vào ngày 22 tháng 5.
Lee DaeHwi đã viết bài hát "Slow" cho album đầu tay Aside của Yoon Ji-sung, bài hát "Young20" cho Park Ji-hoon, và bài hát "Airplane" trong mini album thứ hai Heart*Iz của IZ*ONE.
Vào tháng 4 năm 2019, anh và Han Hyun-min trở thành người đồng chủ trì chính thức trên M Countdown. Lee DaeHwi tham gia diễn xuất với vai nam chính Dong Jin-woo trong bộ phim ngắn Mobidic trên nền tảng di động của SBS có tên Mon Chouchou Global House. Bộ phim bắt đầu quay vào tháng 8 và công chiếu vào tháng 10.

## Danh sách đĩa nhạc

### Bài hát
| Năm  | Tên                 | Vị trí trên bảng xếp hạng | Album  |
| Năm  | Tên                 | HQ                        | Album  |
| ---- | ------------------- | ------------------------- | ------ |
| 2020 | "Rose, Scent, Kiss" | —                         | 5nally |

### Sự hợp tác
| Năm  | Tên                         | Vị trí trên bảng xếp hạng | Album    |
| Năm  | Tên                         | HQ                        | Album    |
| ---- | --------------------------- | ------------------------- | -------- |
| 2019 | "Candle" (với Park Woo-jin) | 60                        | Không có |

### Nghệ sĩ nổi bật
| Năm  | Tên                                                   | Vị trí trên bảng xếp hạng | Album    |
| Năm  | Tên                                                   | HQ                        | Album    |
| ---- | ----------------------------------------------------- | ------------------------- | -------- |
| 2019 | "애써 (It's Ok Not To Be Ok)" (As Onevới Lee Dae-hwi) | 194                       | Không có |

### Sáng tác
| Năm  | Bài hát                              | Album                                       | Nghệ sĩ                                      | Vai trò                          |
| ---- | ------------------------------------ | ------------------------------------------- | -------------------------------------------- | -------------------------------- |
| 2017 | "Good Day"                           | UNMIX                                       | MXM                                          | Lyrics, composition, arrangement |
| 2018 | "Sandglass (Prod. Heize)"            | 1÷x=1 (Undivided)                           | Wanna One                                    | Lyrics                           |
| 2018 | "사랑해줬으면 해 (Wish You Love Me)" | More Than Ever                              | MXM                                          | Lyrics, composition              |
| 2018 | "Dawn"                               | More Than Ever                              | MXM                                          | Lyrics, composition              |
| 2018 | "다시 만나 (See You Again)"          | 30 Girls 6 Concepts                         | Produce 48 Trainees                          | Lyrics, composition, arrangement |
| 2018 | "기억해줘요 (Remember Me)"           | Không có                                    | Kang Min-hee                                 | Lyrics, composition              |
| 2019 | "Candle"                             | Không có                                    | Lee Dae-hwi, Park Woo-jin                    | Lyrics, composition              |
| 2019 | "쉼표 (Slow)"                        | Aside                                       | Yoon Ji-sung                                 | Lyrics, composition              |
| 2019 | "Young 20"                           | O'Clock                                     | Park Ji-hoon                                 | Lyrics, composition              |
| 2019 | "Airplane"                           | Heart*Iz                                    | Iz*One                                       | Lyrics, composition              |
| 2019 | "Absolute"                           | B Complete                                  | AB6IX                                        | Lyrics                           |
| 2019 | "Hollywood"                          | B Complete                                  | AB6IX                                        | Lyrics, composition, arrangement |
| 2019 | "Breathe"                            | B Complete                                  | AB6IX                                        | Lyrics, composition              |
| 2019 | "Friend Zone"                        | B Complete                                  | AB6IX                                        | Lyrics, composition              |
| 2019 | "Light Me Up"                        | B Complete                                  | AB6IX                                        | Lyrics, composition              |
| 2019 | "Dance For Two"                      | B Complete                                  | AB6IX                                        | Lyrics, composition              |
| 2019 | "Dream For You"                      | Không có                                    | Produce X 101 Trainees                       | Lyrics, composition              |
| 2019 | "Blind For Love"                     | 6ixense                                     | AB6IX                                        | Lyrics, composition              |
| 2019 | "민들레꽃 (Dandelion)"               | 6ixense                                     | AB6IX                                        | Lyrics, composition              |
| 2019 | "Sunset"                             | 6ixense                                     | AB6IX                                        | Lyrics, composition              |
| 2019 | "Love Air"                           | 6ixense                                     | AB6IX                                        | Lyrics, composition              |
| 2019 | "Nothing Without You"                | 6ixense                                     | AB6IX                                        | Lyrics, composition              |
| 2019 | "Melting"                            | Brandnew Year 2019 'Do That Brandnew Thing' | AB6IX, Kanto, Kang Min-hee, Yo Da-young, BDC | Lyrics, composition              |
| 2019 | "애써 (It's Ok Not To Be Ok)"        | Không có                                    | As One, Lee Dae-hwi                          | Lyrics, composition              |
| 2020 | "Rose, Scent, Kiss"                  | 5NALLY                                      | AB6IX                                        | Lyrics, composition              |
| 2020 | "Color Eye"                          | 5NALLY                                      | AB6IX                                        | Lyrics, composition              |
| 2020 | "Red Up"                             | Vivid                                       | AB6IX                                        | Lyrics, composition              |
| 2020 | "Vivid"                              | Vivid                                       | AB6IX                                        | Lyrics, composition              |

## Chương trình truyền hình

### Phim
| Năm  | Tên                       | Vai          | Kênh | Ghi chú   |
| ---- | ------------------------- | ------------ | ---- | --------- |
| 2019 | Mon Chouchou Global House | Dong Jin-woo | SBS  | Vai chính |

### Chương trình tạp kỹ
| Năm  | Tên                                  | Kênh | Vai trò        | Ghi chú                          |
| ---- | ------------------------------------ | ---- | -------------- | -------------------------------- |
| 2017 | 'Produce 101 (season 2)              | Mnet | Thí sinh       | Selected in debut group          |
| 2017 | Oppa Thinking                        | MBC  | Khách mời      |                                  |
| 2018 | Visiting Tutor                       | Mnet | Gia sư         | Episode 8-9                      |
| 2018 | Music Bank                           | KBS2 | MC đặc biệt    |                                  |
| 2018 | Wednesday Food Talk                  | TvN  | Khách mời      |                                  |
| 2018 | Gag Concert                          | KBS2 | Khách mời      |                                  |
| 2018 | King of Mask Singer                  | MBC  | Thí sinh       | Episode 175-176                  |
| 2018 | M Countdown                          | Mnet | MC đặc biệt    |                                  |
| 2018 | KCON 2018 NEW YORK                   | Mnet | MC đặc biệt    |                                  |
| 2018 | KCON 2018 LOS ANGELES                | Mnet | MC đặc biệt    |                                  |
| 2018 | KCON 2018 THAILAND                   | Mnet | MC đặc biệt    |                                  |
| 2018 | Visiting teacher                     | Mnet | Khách mời      |                                  |
| 2018 | Study With Me                        | Mnet | Khách mời      |                                  |
| 2018 | Inkigayo                             | SBS  | MC đặc biệt    |                                  |
| 2019 | Music Bank                           | KBS2 | MC đặc biệt    | Tập 965 (01/02)                  |
| 2019 | Show! Music Core                     | MBC  | MC đặc biệt    | Tập 623 (02/03)                  |
| 2019 | M Countdown                          | Mnet | MC chính       | với Han Hyunmin (04/04/2019-nay) |
| 2019 | New Life for Children                | MBC  | Co-host        | với Ha Sung-woon và Kim Hee-ae   |
| 2019 | Not the Same Person You Used to Know | Mnet | Nhân vật chính | Season 2 Episode 3               |